# Vành đai Kuiper

Sự biểu diễn tưởng tượng của vành đai Kuiper và xa hơn là đám mây Oort.

Vành đai Kuiper là các vật thể của hệ Mặt Trời nằm trải rộng từ phạm vi quỹ đạo của Hải Vương Tinh (khoảng 30 AU) tới 44 AU từ phía Mặt Trời, quỹ đạo nằm gần với mặt phẳng hoàng đạo.
Các thiên thể trong vành đai Kuiper được nói đến bởi IAU như là các thiên thể ngoài Hải Vương Tinh có thể có hình dạng gần giống các tiểu hành tinh.
Ranh giới ngoài của vành đai Kuiper không được xác định một cách tùy tiện; trái lại, dường như có sự suy giảm rõ ràng và thực tế về mật độ các thiên thể nằm ngoài phạm vi đã chọn. Đôi khi nó còn được nói đến như là "lỗ hổng Kuiper" hay "vách Kuiper". Nguyên nhân cho các tên gọi này là một điều bí mật; một trong các giải thích khả dĩ có thể là do giả thuyết cho rằng có thiên thể kích cỡ tương tự như Trái Đất hay Hỏa Tinh chạy qua các mảnh vỡ.

## Miêu tả
Vành đai Kuiper gồm những mảnh vỡ, giống với vành đai các tiểu hành tinh, nhưng được tạo thành chủ yếu từ băng và rộng lớn hơn, đồng thời nằm ở vị trí xa hơn khoảng giữa 30 AU và 50 AU từ Mặt Trời, tức là bắt đầu từ Sao Hải Vương trở ra. Vùng này được cho là nơi khởi nguồn của những sao chổi ngắn hạn, như sao chổi Halley. Mặc dù người ta ước tính có khoảng 70.000 vật thể ở vành đai Kuiper có đường kính lớn hơn 100km, nhưng tổng khối lượng của vành đai Kuiper vẫn rất nhỏ, có lẽ tương đương hay hơi lớn hơn khối lượng Trái Đất. Nhiều vật thể ở vành đai Kuiper có quỹ đạo bên ngoài mặt phẳng hoàng đạo.

So sánh Cubewanos (màu xanh) và thiên thể kiểu Diêm Vương Tinh Plutino (màu đỏ)

Sao Diêm Vương, "cựu hành tinh" nhỏ nhất trong Hệ Mặt Trời được coi là một phần của vành đai Kuiper. Giống như những vật thể khác trong vành đai, nó có quỹ đạo lệch tâm, nghiêng 17 độ so với mặt phẳng hoàng đạo và ở phạm vi từ 29,7 AU ở điểm cận nhật đến 49,5 AU ở điểm viễn nhật.
Các vật thể thuộc vành đai Kuiper có quỹ đạo giống với Sao Diêm Vương được gọi là thiên thể kiểu Diêm Vương Tinh. Các vật thể khác có quỹ đạo tương tự nhau cũng được gộp thành nhóm. Những vật thể còn lại của vành đai Kuiper với các quỹ đạo "truyền thống" hơn, được xếp vào loại Cubewanos (hay thiên thể ngoài Hải Vương Tinh truyền thống).
Vành đai Kuiper có một khoảng trống rất rõ ràng. Ở khoảng cách 49 AU đến Mặt Trời, số lượng các vật thể được quan sát thấy giảm sút rõ rết, tạo nên "Vách Kuiper" và hiện vẫn chưa biết nguyên nhân của nó. Một số người cho rằng một thứ gì đó phải tồn tại ở phía ngoài vành đai và đủ lớn tới mức quét sạch mọi mảnh vỡ còn lại, có lẽ lớn như Trái Đất hay Sao Hoả. Tuy nhiên, quan điểm này vẫn còn gây tranh cãi.

## Nguồn gốc

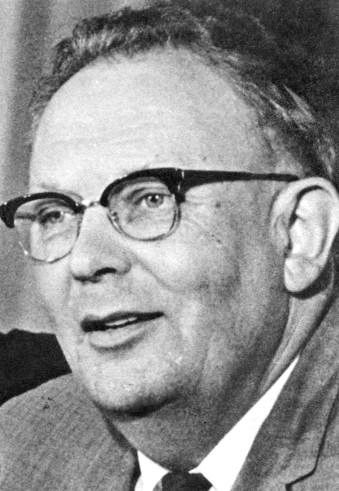
Gerard Kuiper năm 1963

### Các phát hiện

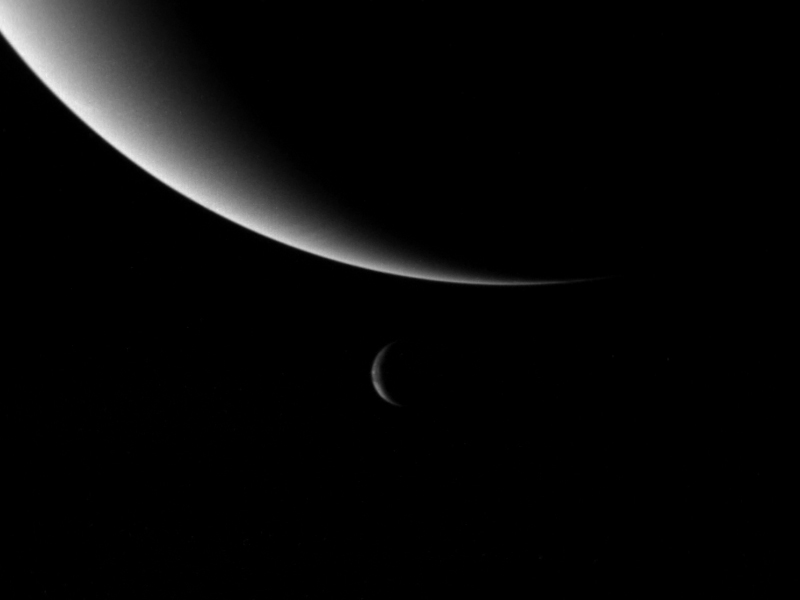
Triton và Hải Vương Tinh
Màu sắc các thiên thể
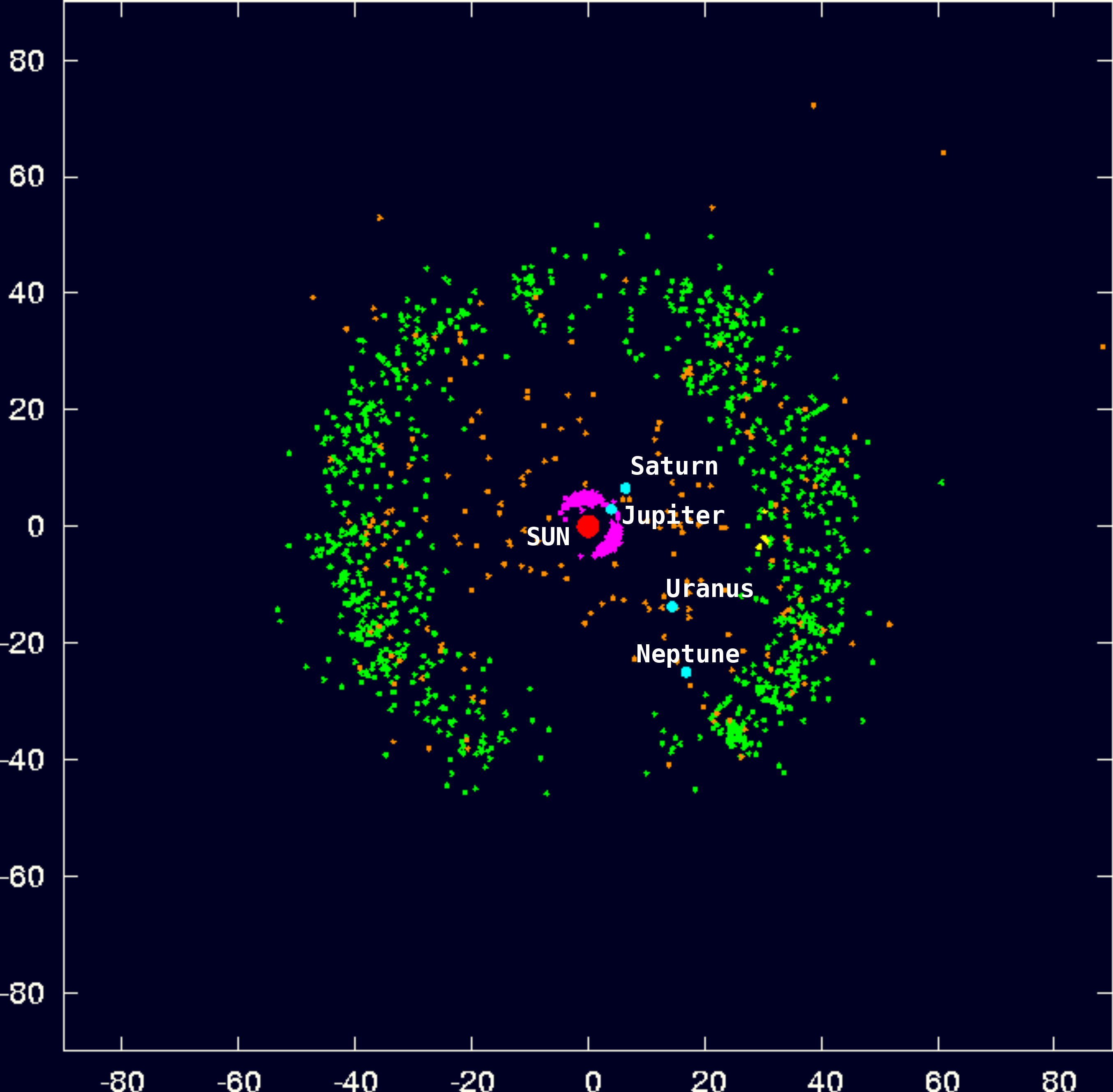
Các thiên thể quan sát được
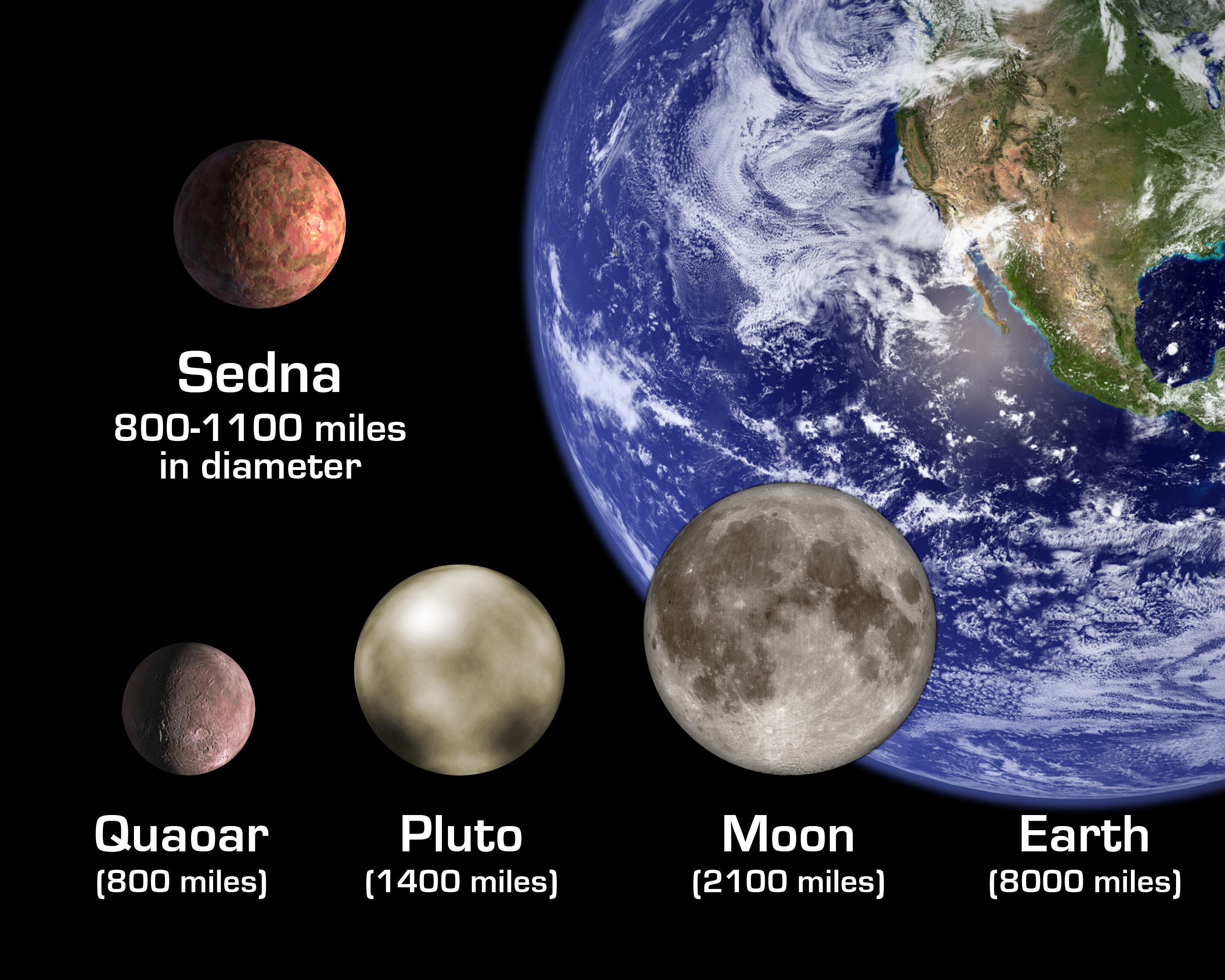
So sánh kích thước Trái Đất, Mặt Trăng, Sao Diêm Vương, Sedna và Quaoar
Quỹ đạo của 28978 Ixion (ngoài cùng)